# Lhotse Shar
El Lhotse Shar es un pico subsidiario del Lhotse, con 8383 m s. n. m. de altitud. Fue escalada por primera vez por Sepp Mayerl y Rolf Walter, el 12 de mayo de 1970.

## Rutas de escalada y peligros

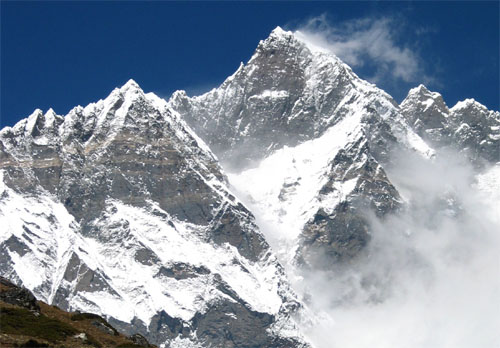
Lhotse visto desde la subida a Chhukung Ri.

Se localiza lejos de la ruta principal estándar de ascenso, por la vía del collado Sur. Como las cumbres centrales del Lhotse son de un nivel de escalada extremadamente difícil, y hacen poco práctica la travesía hacia la arista principal del Lhotse Shar, la mayoría de los escaladores optan por la ruta de ascenso más directa, hasta la cara Sur del Lhotse. Esta ruta, excepcionalmente empinada y peligrosa ha sido lugar de muchas muertes; de hecho, de las muertes documentadas al 2021, un tercio (11 de 31), ocurrieron en el Lhotse Shar. Tiene la tasa de mortalidad más alta de todas las cumbres principales o secundarias de todos los ochomiles; por cada dos personas que hacen cumbre en la montaña, una persona muere en el intento. La altura extrema de la montaña, agrava aún más el peligro; a 8383 metros sobre el nivel del mar, es 292 metros más alto que el Annapurna I, la segunda cumbre más mortífera de los ochomiles y, al adentrarse en la zona de la muerte, aumenta considerablemente el riesgo de mal de altura para los escaladores.

## Incidentes
El 27 de abril de 1980, el escalador francés Nicolas Jaeger, fue visto por última vez a 8200 m de altura en el Lhotse Shar, donde se presume falleció. Intentaba cruzar del Lhotse Shar, al Lhotse principal.
El 27 de septiembre de 1987, ocurrió el más día más mortal de la montaña, cuando cuatro escaladores españoles cayeron 1500 metros en una avalancha. La recuperación parcial de sus restos, por los escaladores ingleses Alan y Adrian Burgess, se relata en el compendio de Jon Krakauer: Eiger Dreams: Ventures Among Men and Mountains, de 1990. 